# Giovanni Sechi

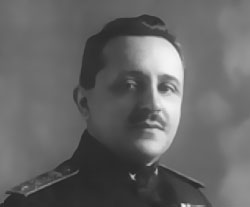
Giovanni Sechi

Giovanni Antonio Ignazio Stefano Sebastiano Sechi (* 17. Januar 1871 in Sassari; † 1. Mai 1948 in Rom) war ein italienischer Marineoffizier der Königlichen Marine zuletzt im Rang eines Contrammiraglio, der unter anderem im Kabinett Nitti I, Kabinett Nitti II sowie im Kabinett Giolitti V zwischen 1919 und 1921 Marineminister sowie im Kabinett Nitti I für zwei Tage im Juni 1919 auch kommissarischer Kriegsminister war. Von 1919 bis 1946 gehörte er dem Senat des Königreiches an.

## Leben
Giovanni Sechi, Sohn von Diego Sechi und Angela Parodi, begann am 1. November 1883 eine Ausbildung zum Seeoffizier an der Marineakademie in Livorno und wurde nach deren Abschluss am 24. Juni 1888 als Guardiamarina in die Königliche Marine übernommen. In den folgenden Jahren folgten zahlreiche Verwendungen als Marineoffizier auf See, in deren Verlauf er am 30. Juni 1889 seine Beförderung zum Sottotenente di vascello, am 25. Juli 1892 zum Kapitänleutnant sowie am 7. Mai 1905 zum Korvettenkapitän erfolgten. Für seine Verdienste wurde er am 1. Juni 1905 zum Ritter des Ordens der Krone von Italien ernannt. Im gleichen Jahr trat Sechi seinen Dienst im Marineministerium in Rom an. Nach drei Jahren hinter einem Schreibtisch, übernahm er 1908 das Kommando auf dem Zerstörer Fulmine. Ende Dezember 1908 nahm er nach dem Erdbeben von Messina an den Hilfsaktionen der Marine teil.
Von 1909 bis 1910 war Sechi Geschwaderkommodore eines Torpedobootgeschwaders. Am 16. Januar 1910 wurde er zum Fregattenkapitän befördert. Von 1911 bis 1912 nahm er, mit einer kurzen zweimonatigen Auszeit im Marinearsenal Tarent, am Italienisch-Türkischen Krieg teil. Er diente auf dem Typschiff der Regina-Margherita-Klasse und auf dem Einheitslinienschiff Napoli der Regina-Elena-Klasse sowie auf weiteren kleineren Schiffen. Er war an der Eroberung aller libyschen Hafenstädte durch die Königliche Marine beteiligt. Während einer Aufklärungsaktion in Derna wurde er beim Rückzug seiner von ihm befehligten Truppe schwer verwundet. Trotz Verwundung setzte er alles daran, seine ihm unterstellten Truppen in Sicherheit zu bringen, weshalb er mit der Tapferkeitsmedaille in Bronze ausgezeichnet wurde.
Nach den Operationen der italienischen Marine in der Ägäis, die zur Eroberung des Italienischen Dodekanes führten, wurde er für seine Verdienste bei der Einrichtung einer Marinebasis auf der Insel Astypalea im April 1913 zum Ritter des Ordens der Heiligen Mauritius und Lazarus ernannt. Anfang 1914 wurde Sechi zum Kapitän zur See befördert und im Juni 1914 wurde er mit dem Offizierskreuz des Ordens der Krone von Italien ausgezeichnet. Nach dem italienischen Kriegseintritt in den Ersten Weltkrieg wurde ihm das Kommando über den Panzerkreuzer Vettor Pisani anvertraut. Anschließend übernahm er das Kommando über die 3. Schiffsdivision. Von 1916 an war er Kommandant des Einheitslinienschiffes Vittorio Emanuele. Im Januar 1917 wurde er zum Offizier des Ordens der Heiligen Mauritius und Lazarus sowie am 20. November 1917 zum Kommandeur des Ordens der Krone von Italien ernannt. Im letzten Kriegsjahr wurde er am 17. April 1918 stellvertretender Chef des Stabes der Marine und behielt diese Funktion bis zum 24. Juni 1919, wobei er am 28. April 1918 auch zum Contrammiraglio befördert wurde. Für seine Verdienste im Krieg erhielt er am 15. November 1918 das Komturkreuz des Militärordens von Savoyen.
Am 23. Juni 1919 übernahm er im Kabinett Nitti I das Amt als Marineminister und bekleidete dieses auch im anschließenden Kabinett Nitti II sowie im Kabinett Giolitti V. Zugleich fungierte er im Kabinett Nitti I vom 23. Juni bis zum Amtsantritt von Generalleutnant Alberico Albricci am darauf folgenden 24. Juni 1919 als kommissarischer Kriegsminister. Als Marineminister war er wesentlich für die Demobilisierung der Regia Marina verantwortlich, wobei er den schwierigen Spagat zwischen einer Reduzierung der Truppe und der Aufrechterhaltung der Kampfkraft zu meistern hatte.
Am 31. Juli 1919 wurde er zum Senator ernannt. Dem Senat des Königreiches gehörte er bis zu seiner Auflösung 1946 an. Für seine Verdienste als Marineminister wurde er am 2. Januar 1920 Großoffizier des Ordens der Krone von Italien und 16. Mai 1920 auch mit Großkreuz des Ordens der Krone von Italien geehrt. Ferner wurde er am 24. März 1921 erst zum Kommandeur sowie am 5. Juni 1921 auch zum Großoffizier des Ordens der Heiligen Mauritius und Lazarus ernannt. Nach seinem Ausscheiden aus dem aktiven Militärdienst am 14. März 1920 wurde er am 23. Dezember 1923 zum Vizeadmiral der Marinereserve ernannt. Im Senat wurde er am 14. Juni 1926 Mitglied Ausschusses für den Entwurf eines neuen Militärgesetzbuchs sowie am 6. Juni 2927 auch Mitglied eines Senatsausschusses für Marinegesetze. Sechi, der am 16. September 1926 den Titel Ammiraglio di squadra nella riserva navale erhielt, bekam am 5. Juli 1935 auch das Großkreuz des Ordens der Heiligen Mauritius und Lazarus verliehen. Während seiner Senatszugehörigkeit war er zuletzt zwischen dem 17. April 1939 und dem 5. August 1943 Mitglied des Finanzausschusses. 1940 war er zudem der Nationalen Faschistischen Partei (PNF) beigetreten.
In der nach dem 8. September 1943 instaurierten faschistischen Italienischen Sozialrepublik trat Sechi nicht hervor. Nach Kriegsende wurde gegen ihn beim Obersten Gerichtshof für Sanktionen gegen Faschismus ACGSF (Alta Corte di Giustizia per le Sanzioni contro il Fascismo) am 27. August 1945 ein Verfahren eingeleitet. Der Antrag auf seine Amtsenthebung als Senator wurde am 10. Januar 1946 abgelehnt. Giovanni Sechi war mit Ida Grifi verheiratet.